# Accord de libre-échange entre l'Australie et le Chili
L'accord de libre-échange entre l'Australie et le Chili est un accord de libre-échange signé le 30 juillet 2008 et qui est entré en application le 6 mars 2009. Près de 90 % des droits douaniers sont supprimés dès l'entrée en vigueur de l'accord. Et en 2015, l'ensemble des tarifs douaniers entre les deux pays sont réduits à zéro, sauf concernant le sucre.